# Concours international des vins
Le Concours international des vins  de Bruxelles est organisé annuellement par Monde Selection, un institut international de la qualité. Créée en 1961, cette compétition viticole est l’une des plus anciennes au monde.

## Membres du jury / Juges
D’éminents experts sont sélectionnés par Monde Selection pour leurs compétences professionnelles. Parmi eux se trouvent :
- des œnologues,
- des sommeliers,
- des experts en vins,
- des professeurs et conférenciers,
- des journalistes chroniqueurs,
- des contrôleurs.

## Distinctions et trophées
Le calcul des résultats se fait selon les procédures officielles développées par l’OIV et s’y conforme chaque année.
Plusieurs niveaux de distinctions sont décernées :
- Médaille de bronze pour les produits atteignant un minimum de 80 points
- Médaille d'argent pour les produits atteignant un minimum de 82 points
- Médaille d'or pour les produits atteignant un minimum de 85 points
- Grande Médaille d'or pour les produits atteignant un minimum de 92 points

La somme de toutes les récompenses, attribuées aux vins ayant obtenu les meilleurs résultats, ne doit pas dépasser 30 % du total des échantillons présentés au Concours.

## Particularités
Il s'agit de la seule compétition belge à avoir reçu le patronage de l’Organisation internationale de la vigne et du vin (OIV).  
Le concours se déroule sous le contrôle de l’Union européenne et de la Direction générale contrôle et médiation du service public fédéral économie.